# Kerber (glazbeni sastav)
Kerber, srpski hard rock sastav osnovan 1981. u Nišu. Debitantski album, Nebo je malo za sve, objavljen je 1983.

## Diskografija

### Studijski albumi
- Nebo je malo za sve (1983., ZKP RTLJ)
- Ratne igre (1985. ZKP RTLJ)
- Seobe (1986., PGP RTB)
- Ljudi i bogovi (1988., PGP RTB)
- Peta strana sveta (1990., PGP RTB)
- Zapis (1996., PGP RTS)

### Koncertni albumi
- 121288 (1989., PGP RTB)
- Unplugged (1999., PGP RTS)

### Kompilacije
- Antologija 1983 - 1998 I (1998., PGP RTS)
- Antologija 1983 - 1998 II (1998., PGP RTS)

### Box set
- Sabrana dela (2009., PGP RTS)